# 霍格天体
霍格天體（英語：Hoag's Object）是個著名的環星系，是非典型的星系類型。它是以發現著亞瑟·霍格的名字命名的星系。亞瑟·霍格於1950年發現了它，並認為它若不是一個行星狀星雲就是一個特殊星系。這個星系約有80億顆恆星，直徑約為100,000光年。

## 特徵
一個由年輕的炙熱藍色恆星組成，近乎完美的環圍繞著這個環星系中較老的黃色核心（內核）。這個環星系的距離約6億光年，位於星座蛇夫座中。直徑6角秒的星系內核，其線直徑大約17±0.7 kly（5.3±0.2 kpc），而周圍環的內徑為28"，線直徑75±3 kly （24.8±1.1 kpc），外徑為45"，線直徑121±4 kly（39.9±1.7 kpc）。據估計，該星系的質量約為7,000億太陽質量。相較之下，銀河系的直徑估計為15-20萬光年，由1,000億到5,000億顆恆星組成，質量在8,000億到15,400億個太陽質量之間。
分隔兩個恆星群的間隙可能包含一些太暗而幾乎看不見的星團。雖然環星系很少見，但另一個更遙遠的環星系（SDSS J151713.93 + 213516.8），可以通過霍格天體間的空隙，在星系的核心和外圈之間，大約在圖中所示的一點鐘位置看到。.
諾亞·布勒施及其同事表明，可見的光環位於更大的中性氫環的內邊緣。

## 歷史與形成
儘管霍格天體在帕洛瑪星巡天上清楚地顯示出來，但它既不包括在星系形態目錄 ，也不在星系和星系團表或星系行星星雲目錄中。
在首次宣佈它的發現時，霍格提出了一個假設，即可見光環是重力透鏡的產物。但是，因為中心的核和外面的環具有相同的紅移，並且更先進的望遠鏡揭示了環的複雜結構。如果星系是重力透鏡的產物，則無法看到該結構，因此這個想法後來被拋棄了。
這個星系的許多細節仍然很神秘，其中最重要的是它是如何形成的。所謂的經典環星系通常是由一個小星系與一個較大的盤狀星系碰撞形成的，在盤狀星系中產生密度波，從而形成典型的環狀外觀。這樣的事件至少發生在20-30億年前，可能與形成極環星系的過程相似。然而，沒有任何迹象表明有任何第二個星系會充當"子彈"，而且霍格天體可能較老的核心相對於光環的速度非常低，這使得典型的形成假設非常不可能。使用最靈敏的望遠鏡之一進行的觀測，也未能發現任何在碰撞場景中可以觀察到的微弱星系碎片。然而，一個分析該星系的科學家團隊承認，"如果大屠殺發生在30億年前，可能就沒有任何碎片了" 。
諾亞·布勒施認為，霍格天體可能是幾十億年前在一個棒旋星系中發生的極端"棒不穩定性"的產物。施韋澤（Schweizer）等人聲稱這是一個不太可能的假設，因為該物體的核心是球狀，而棒旋星系的核心是盤狀的，應該還有其他原因。然而，他們也承認，要圓滿解决這一爭端，證據有點不足。  
其它一些具有霍格天體主要特徵的星系，包括一個明亮的分離恆星環，但它們的中心被拉長或條狀，並且可能表現出一些螺旋結構。雖然沒有一個星系在對稱性上與霍格天體相匹配，但這些星系仍被一些人稱為霍格型星系。

## 註解
^ 1974 O'Connell paper assumes a Hubble constant of 75; this figure adjusts for 2013's 67.8±0.77 (km/s)/Mpc.

## 外部連結
- 维基共享资源上的相關多媒體資源：霍格天体
- Hubble Space Telescope image of Hoag's Object. （页面存档备份，存于）
- Accretion Rings （页面存档备份，存于） Galactic Rings – Fund. Cosmic Physics, 1996. Vol. 17, pp. 95–281
- A Wheel within a Wheel (09/05/2002) （页面存档备份，存于） News Release Number: STScI-2002-21 – HubbleSite
- ESA/Hubble image of Hoag's Object
- WikiSky上关于霍格天体的内容：DSS2, SDSS, GALEX, IRAS, 氢α, X射线, 天文照片, 天图, 文章和图片